# Al-Aschraf Musa (Homs)
al-Malik al-Aschraf Muzaffar ad-Din Musa (arabisch الأشرف موسى بن إبراهيم, DMG al-Ašraf Mūsā b. Ibrāhīm; † 1262 oder 1263) war der letzte Emir von Homs als Sohn und Nachfolger des Emirs al-Mansur Ibrahim. Als letzter direkter Nachkomme von Schirkuh gehörte er einem Nebenzweig der Ayyubiden an.
Al-Aschraf folgte seinem Vater 1246 in der Herrschaft über Homs nach, allerdings war er von Anfang an dem Ausgreifen seines Vetters, Emir an-Nasir Yusuf von Aleppo, ausgesetzt. Im Sommer 1248 wurde al-Aschraf von an-Nasir aus Homs vertrieben, Sultan as-Salih Ayyub zog mit einem Heer aus Ägypten nach Syrien, um al-Aschraf zu unterstützen. Zur gleichen Zeit erreichte König Ludwig IX. von Frankreich mit seinem Kreuzzugsheer Zypern (Sechster Kreuzzug). Besonders die Templer drängten gegenüber Ludwig, den Familieninternen Konflikt in Syrien als diplomatischen Vorteil zu nutzen, wohl auch um al-Ashraf die Rückkehr nach Homs zu ermöglichen, um an-Nasir zu schwächen. Aber Ludwig bestand auf die Durchführung des Kreuzzuges nach Ägypten, worauf Sultan as-Salih die Belagerung von Homs abbrach und mit seinem Heer nach Ägypten zurückkehrte. Für al-Aschraf bedeutete dies den sicheren Verlust von Homs, als Ausgleich erhielt er von an-Nasir Tell Bashir und die Festung Qalʿat ar-Rahba als Lehen zugewiesen.
Im April 1250 scheiterte Ludwigs Kreuzzug in Ägypten, unmittelbar darauf ermordeten die Mameluken den ägyptischen Ayyubidensultan, Turan Schah. Die Machtergreifung der Mameluken in Ägypten nutze an-Nasir Yusuf zur Einnahme von Damaskus und begründete somit ein syrisches Sultanat. Al-Aschraf verhielt sich in diesen Jahren ruhig, trachtete aber danach seinen verlorenen Besitz zurückzugewinnen. Die Lage änderte sich grundlegend, als im Jahr 1258 die Mongolen unter dem Il-Khan Hülegü in Mesopotamien einbrachen und das Kalifat in Bagdad vernichteten. Al-Aschraf unterwarf sich im Januar 1260 in Aleppo den Mongolen, welche die Stadt zuvor erobert hatten, und von Hülegü erhielt er die Herrschaft über Syrien als sein Statthalter in Aussicht gestellt. Anschließend beteiligte sich al-Aschraf an der Seite des Feldherrn Kitbukha bei der Eroberung von Damaskus im März 1260, an-Nasir wurde auf der Flucht gefangen genommen. Obwohl von den Mongolen protegiert, bewies al-Aschraf in den kommenden entscheidenden Tagen vorausschauendes politisches Gespür, indem er in Kontakt mit dem Mameluken-Sultan Qutuz trat, welcher mit einem Heer aus Ägypten den Mongolen entgegen zog. Während der entscheidenden Schlacht bei ʿAin Dschālūt am 3. September 1260 vollführte al-Aschraf mit seinen Truppen den verabredeten Seitenwechsel zu den Mameluken, die zuvor unbesiegten Mongolen verloren die Schlacht, worauf auch Syrien unter die Herrschaft der Mameluken fiel.
Als Lohn für seinen Seitenwechsel erhielt al-Aschraf von Sultan Qutuz die Herrschaft über Homs als Vasall der Mameluken zurückerstattet. Auch zum neuen Sultan Baibars I. pflegte er ein gutes Verhältnis. Im November 1261 erschien erneut ein mongolisches Heer in Syrien und eroberte Aleppo. Al-Aschraf verbündete sich mit al-Mansur II. von Hamah und beide siegten am 10. Dezember in der Schlacht von Homs über die Mongolen, die sich danach hinter den Euphrat zurückzogen.
Als al-Aschraf um 1262/63 kinderlos starb, vermachte er Homs dem Mamelukenreich.